# Rhizophagus fasciculatus
Rhizophagus fasciculatus (Thaxt.) C. Walker & A. Schüßler – gatunek grzybów należący do rodziny Glomeraceae.

## Systematyka i nazewnictwo
Pozycja w klasyfikacji według Index Fungorum: Rhizophagus, Glomeraceae, Glomerales, Incertae sedis, Glomeromycetes, Incertae sedis, Glomeromycota, Fungi.
Po raz pierwszy opisali go w 1922 r. Roland Thaxter, nadając mu nazwę Endogone fasciculata. W 2010 r. C. Walker i A. Schüßler przenieśli go do rodzaju Rhizophagus. Pozostałe synonimy:
- Endogone arenacea Thaxt. 1922
- Glomus fasciculatum (Thaxt.) Gerd. & Trappe 1974
- Palaeomycites butleri (F. Rosend.) Kalgutkar & Janson. 2000
- Palaeomycites butleri (F. Rosend.) Kalgutkar & Janson 2000
- Rhizoglomus fasciculatum (Thaxt.) Sieverd., G.A. Silva & Oehl 2015

## Morfologia
Sporokarpy
Mniej więcej owalne, ale często kanciaste i nieregularne, o średnicy 0,5–1,5 cm, pokryte guzami, często z cząstkami gleby lub roślin. Ich charakterystyczną cechą jest brak perydium. Powierzchnia początkowo biało-kremowa, potem żółtawa, oliwkowa, w końcowym okresie rozwoju czerwonawa do ciemnobrązowej. Gleba tej samej barwy co powierzchnia, jednorodna, złożona ze strzępek i licznych chlamydospor. Miąższ zwarty, chrząstkowaty o nieprzyjemnym, kwaśnym zapachu.
Zarodniki
Kuliste lub prawie kuliste, jasnożółte do jasnożółtobrązowych, 60-110 µm. Mają trójwarstwową ścianę. Warstwa zewnętrzna (egzoperydium) szklista, 0,6-1,8 µm, w odczynniku Melzera różowo-czerwona. Warstwa środkowa (mezoperydium) składa się z cienkich przylegających jasnożółto-brązowych blaszek, ma grubość 4-9 µm, w odczynniku Melzera ciemnoczerwona do lekko fioletowoczerwonej. Warstwa wewnętrzna (endoperydium) jest cienka, elastyczna, o grubości poniżej 1,0 µm, wydaje się tworzyć kruchą przegrodę. Strzępki cylindryczne, miejscami lekko rozszerzone, o grubości 8-10,2 µm i grubości ścianki poniżej 2 µm
Gatunki podobne
Makroskopowo bardzo podobne są różne gatunki rodzaju Glomus, Rhizophagus fasciculatus odróżnia się jednak od nich brakiem perydium i intensywną rekcją z odczynnikiem Melzera.

## Występowanie i siedlisko
Występuje na całym świecie, znaleziono go nawet w Antarktyce. W Polsce podano kilka jego stanowisk.
Podziemny grzyb mykoryzowy tworzący mykoryzę arbuskularną z wieloma gatunkami roślin zielnych. Występuje na żyznych, próchnicznych glebach. Owocniki tworzy w ściółce, w powierzchniowej warstwie gleby, ale czasem także na głębokości kilku centymetrów, zawsze w licznych grupach. Pojawiają się przez cały rok i mogą przetrwać kilkustopniowe mrozy.